# بول إردهل
بول إردهل (بالنرويجية البوكمول: Paul Erdal)‏ (16 مايو 1902 – 8 فبراير 1985) هو ملاكم نرويجي راحل، مثّل بلاده في الألعاب الأولمبية الصيفية 1920.

## روابط خارجية
بول إردهل على موقع أوليمبيديا (الإنجليزية)